# Joseph-Pierre Lanet
 (août 2019).
Si vous disposez d'ouvrages ou d'articles de référence ou si vous connaissez des sites web de qualité traitant du thème abordé ici, merci de compléter l'article en donnant les références utiles à sa vérifiabilité et en les liant à la section « Notes et références ».
Joseph-Pierre Lanet, alias Lacaze, Séverac, Guiraud puis Barthès dans la Résistance, né le 20 décembre 1912 à Puisserguier (Hérault) et mort le 6 septembre 1974 à Rivesaltes (Pyrénées-Orientales), est un homme politique français.
Après avoir eu d'importantes responsabilités dans la résistance dans la région, il est l'un des fondateurs de l´Union démocratique et socialiste de la Résistance (UDSR) dont il est secrétaire général jusqu'en 1951. Secrétaire d'État à l'enseignement technique, à la jeunesse et aux sports dans le gouvernement de Pierre Mendès France, il exerce ensuite les fonctions d'administrateur de sociétés avant de devenir secrétaire général du Nouveau Contrat Social, groupement fondé par Edgar Faure à l'Assemblée nationale.

## Origine
Fils de Joseph Lanet, commerçant, et de Lucie Bonnafous, Joseph-Pierre Lanet épouse Raymonde Roger-de Battisti le 8 janvier 1936 à Perpignan. Assureur de formation à Béziers, il est un des fondateurs du Midi libre.
Il rejoint les réseaux de Résistance Combat avec son ami Pierre Malafosse.

## Carrière politique
Membre du Comité de Libération de Béziers, il est élu 2e adjoint au maire à la suite des élections municipales de 1944.
Du 17 juin 1951 au 1er décembre 1955, il est élu à l´Assemblée nationale comme représentant du département de la Seine (sous l´égide de l´UDSR).
Il est membre du Conseil supérieur de la cinématographie en 1953 puis membre de la commission restreinte de ce Conseil en 1955.
Il est ensuite nommé, le 15 juin 1954 dans le Gouvernement Pierre Mendès France comme secrétaire d'État à l'Enseignement technique, à la Jeunesse et aux Sports, poste qu´il occupe jusqu´au 23 février 1955.
Battu aux élections législatives de 1956, il fonde avec Bernard Lafay, le Centre républicain dont il est secrétaire général, tout en demeurant président de l'importante fédération UDSR de la Seine.
Il est enfin élu comme sénateur de la Seine du 8 juin 1958 au 26 avril 1959. Il retrouve ce poste au Sénat d'avril 1967 à septembre 1968 à la suite de l'élection de Bernard Lafay comme député de Paris. Il ne se représente pas en 1968.
En 1970, il fonde avec Edgar Faure le Nouveau Contrat Social dont il est le secrétaire général.
Nommé au Conseil économique et social le 28 août 1974, il n'occupe ce poste que 5 jours et meurt brutalement à Rivesaltes (Pyrénées-Orientales) chez son beau-frère le 6 septembre 1974. Il est inhumé à Puisserguier dans l'Hérault.
Le 8 mai 2008, la municipalité de Puisserguier, donne le nom d'espace Joseph Lanet à son jardin public.

## Distinctions

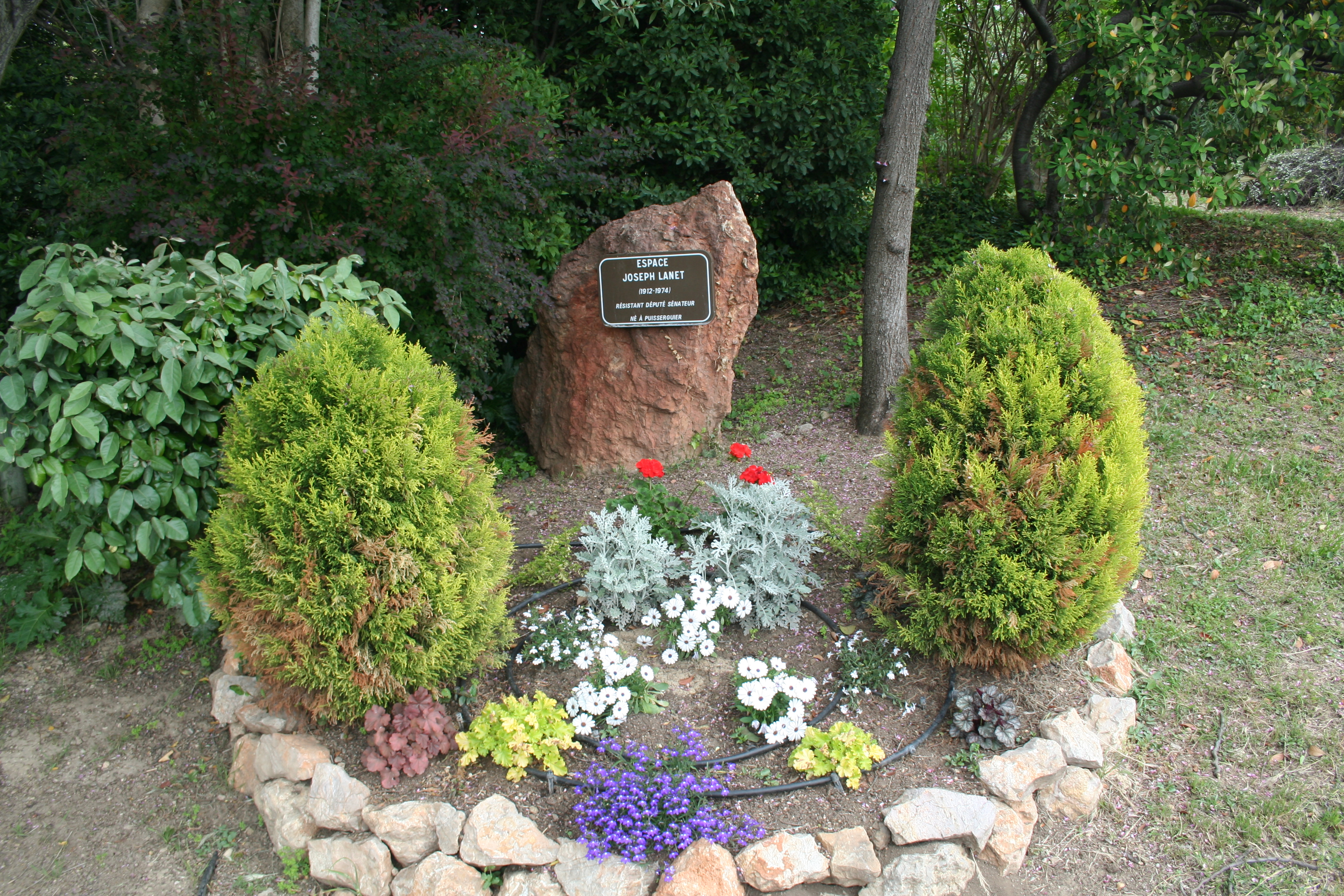
Plaque au square Lanet à Puisserguier.

- Chevalier de la Légion d'honneur
- Croix de guerre 1939-1945
- Médaille de la Résistance française avec rosette (3 aout 1946)[2]